# Hubertus von Luckner
Hubertus Graf von Luckner (* 26. August 1954 in Bad Oldesloe) ist ein deutscher Bankkaufmann und Kommendator des Johanniterordens.

## Leben
Graf Luckner wurde als zweiter Sohn von Ernst-Günther von Luckner (1919–1993) und dessen Frau Ingemarie geboren. Er besuchte die Theodor-Mommsen-Schule in Bad Oldesloe. Nach dem Abitur 1973 wurde er Reserveoffizier bei den Panzeraufklärern. Er studierte Volkswirtschaft an der Christian-Albrechts-Universität Kiel. Als Diplom-Volkswirt ging er 1981 zur Commerzbank und 1988 als Direktor zur  IKB Deutschen Industriebank. Der dreifache Vater ist verheiratet mit Sabine geb. von Gwinner, Tochter des Otto von Gwinner.
Nach dem Tod seines Vaters 1993 folgte er ihm als 45. Klosterprobst des Klosters Uetersen nach. 2013 wurde er für weitere 10 Jahre wiedergewählt. Er ist amtierender Vorsitzender der schleswig-holsteinischen Ritterschaft. Die Schleswig-Holsteinische Genossenschaft des Johanniterordens wählte ihn 2011 zum Regierenden Kommendator. Mit anderen Johannitern betrieb er den Bau des Hospizes am Klinikum Elmshorn. Seit dem 1. Januar 2021 ist er Vorstand der Howaldt & Co. Investmentaktiengesellschaft TGV.